# Castelvieilh
Castelvieilh település Franciaországban, Hautes-Pyrénées megyében. Lakosainak száma 243 fő (2022. január 1.). Castelvieilh Bouilh-Péreuilh, Cabanac, Chelle-Debat, Marquerie, Marseillan és Pouyastruc községekkel határos.

## Népesség
A település népességének változása:
| Lakosok száma | 238  | 241  | 247  | 245  | 245  | 245  | 244  | 242  | 243  |
|               | 2013 | 2015 | 2016 | 2017 | 2018 | 2019 | 2020 | 2021 | 2022 |